# Centrosema sagittatum
Centrosema sagittatum är en ärtväxtart som först beskrevs av Carl Ludwig von Willdenow, och fick sitt nu gällande namn av Lawrence Athelstan Molesworth Riley. Centrosema sagittatum ingår i släktet Centrosema och familjen ärtväxter. Inga underarter finns listade i Catalogue of Life.